# Rosalind Cron
Rosalind „Roz“ Cron (* 23. April 1925 in Boston; † 7. Februar 2021) war eine amerikanische Jazz- und Unterhaltungsmusikerin (Altsaxophon, Flöte).

## Leben und Wirken
Cron begann mit neun Jahren, Klarinette zu lernen.  Sie spielte zunächst Altsaxophon in Schulbands in ihrer Geburtsstadt. Ihr Klassenkamerad Serge Chaloff empfahl sie für ihren ersten professionellen Tanzbandjob. Noch während ihrer Highschoolzeit wurde ihr ein Job in Eddie Durhams All-Star Girl Orchestra angeboten, den sie jedoch ablehnte. Nach ihrem Abschluss arbeitete sie eine Saison lang in Ada Leonards All-American Girl Orchestra, verließ diese dann aber Ende 1943, um Mitglied bei den International Sweethearts of Rhythm zu werden, mit denen sie auf vielen Aufnahmen zu hören ist. Auf Tourneen, besonders in den Südstaaten, musste Cron ihre euroamerikanische Herkunft verschleiern. Als Lead-Altistin und Solistin bei den Sweethearts of Rhythm zeigte Cron Allmusic zufolge „regelmäßig ein herausragendes Talent, das weit mehr Aufmerksamkeit und Anerkennung verdient, als es bisher der Fall war“. Cron war 1946 mit den Sweethearts of Rhythm zur Truppenbetreuung auf einer Europatournee, um dann, nach drei Jahren, die Band zu verlassen.
Cron fand zunächst keine Arbeit mehr, als nach Kriegsende die männlichen Musiker in den Beruf zurückdrängten. Sie studierte und unterrichtete später Klarinette und Querflöte und war in den 1960er Jahren Mitglied von Studiobands in Los Angeles. Dann zog sie zwei Kinder groß. 1979 war sie mit der Schlagzeugerin Bonnie Janofsky Mitbegründerin und Co-Leiterin, von Maiden Voyage, einer reinen Frauenband an der Westküste, die ein Vierteljahrhundert bestand. 1980 wechselte sie zu den Kansas City Salute. Sie war weiterhin in lokalen Tanzbands aktiv.
Cron wurde in den Dokumentarfilmen International Sweethearts of Rhythm: America's Hottest All-Girl Band (1986) und The Girls in the Band (2011) porträtiert. Die Smithsonian Institution verfügt über einen Teil ihres Nachlasses.